# Syrtodes
Syrtodes is een geslacht van vlinders van de familie spanners (Geometridae), uit de onderfamilie Ennominae.

## Soorten
- S. albipennis Warren, 1904
- S. cythereata Guenée, 1858
- S. parvula Schaus, 1912